# Hipótesis de los cuatro documentos

La hipótesis de los cuatro documentos de Streeter.

La hipótesis de los cuatro documentos o hipótesis de las cuatro fuentes es una explicación de la relación entre los tres evangelios de Mateo, Marcos y Lucas. Se postula que había por lo menos cuatro fuentes de los evangelios de Mateo y Lucas: el Evangelio de Marcos, y tres fuentes perdidas: Q, M y L. Fue propuesta por Burnett Hillman Streeter en 1924, perfeccionando la hipótesis de las dos fuentes en una hipótesis de las cuatro fuentes.
Según el análisis de Streeter, la materia no marcana en Lucas tiene que ser distinguida en al menos dos fuentes, Q y L. De manera similar, argumentó que Mateo utiliza una fuente peculiar, la cual podemos distinguir en un estilo M, además de Q. Lucas no conocía M, y Mateo no conocía L. La fuente M tiene el carácter judaico (véase el Evangelio según los Hebreos), sugiere un origen jerosalimitano, la fuente L se asigna a Cesarea, y la fuente Q como conectada con Antioquía. El documento Q fue una traducción antioquena de un documento compuesto originalmente en arameo, posiblemente por el apóstol Mateo para los cristianos galileos. El Evangelio de Lucas se desarrolló en dos fases (véase imagen).
De acuerdo con este punto de vista el primer evangelio es una combinación de las tradiciones de Jerusalén, Antioquía y Roma, mientras que el tercer evangelio representa a Cesarea, Antioquía y Roma. El hecho de que las fuentes antioquenas y romanas fueron reproducidas por los evangelistas Mateo y Lucas se debió a la importancia de esas Iglesias. Streeter pensó que no hay evidencia de que las otras fuentes son menos auténticas.
Streeter hipotetizó un documento proto-Lucas, una primera versión de Lucas que no incorpora el material de Marcos o la narración del nacimiento. Según esta hipótesis, el evangelista añade el material de Marcos y la narrativa del nacimiento posteriormente. Un hecho en contra de esta hipótesis, sin embargo, es que el evangelio no tiene una tradición fundamental de la pasión separada de Marcos, y el relato de los viajes en Lucas se basa evidentemente en Marcos 10. Una versión contemporánea de la teoría de las cuatro fuentes omite un proto-Lucas, con el evangelista combinando Marcos, Q y L directamente. Aun así, el evangelio podría haber circulado inicialmente sin la narración del nacimiento en los dos primeros capítulos.